# Stazione di Cazzago San Martino
La stazione di Cazzago San Martino (fino al 2010, Cazzago) è una fermata ferroviaria della linea Bornato-Rovato a servizio della borgata di Cazzago San Martino.

## Storia

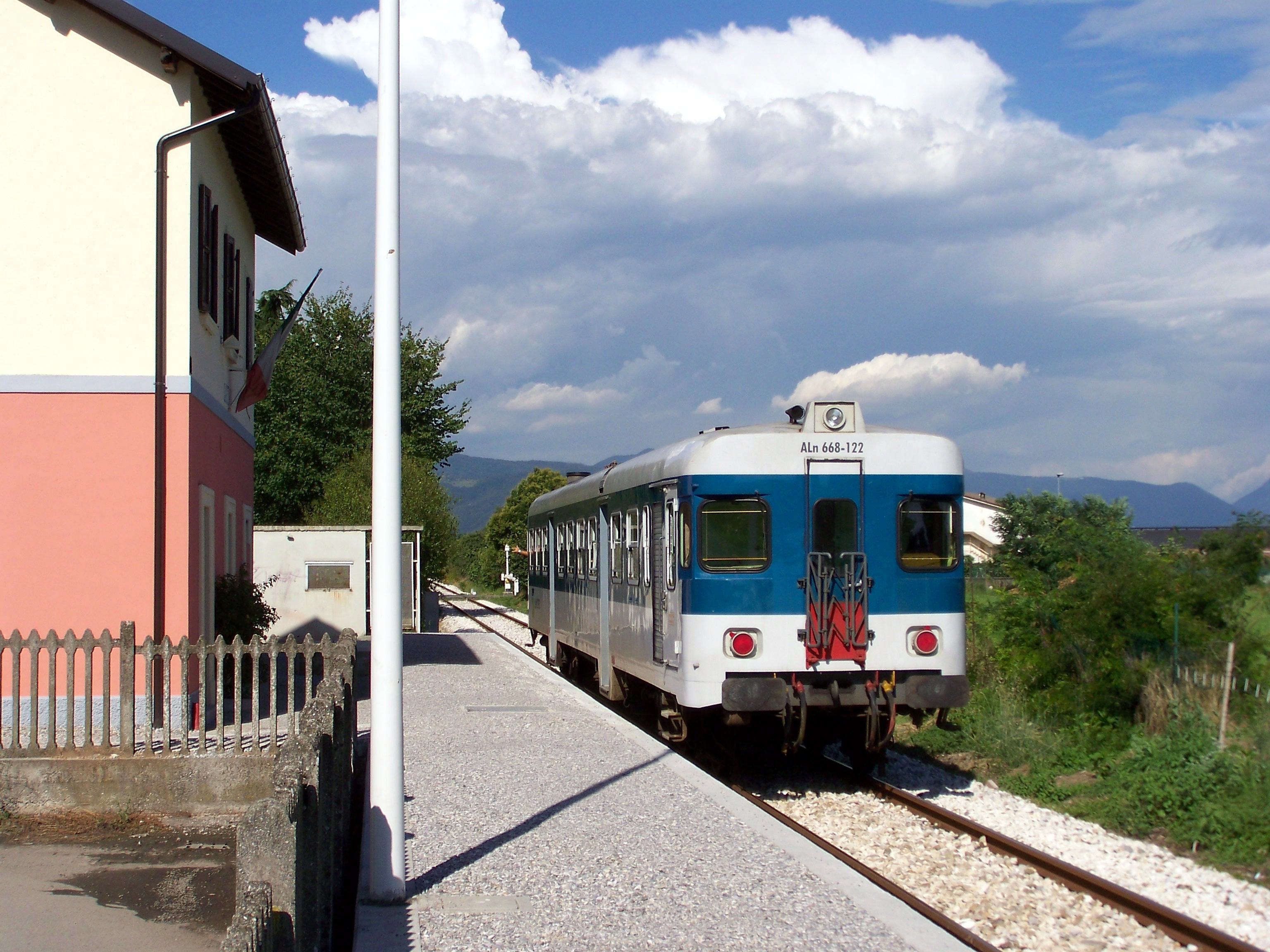
L'ALn 668.122 di passaggio a Cazzago San Martino

La fermata fu aperta all'esercizio il 4 settembre 1911 assieme alla linea Iseo-Rovato, con la denominazione di "Cazzago" e fu chiusa al servizio viaggiatori con la soppressione dello stesso sulla Bornato-Rovato nel 1975.
Dopo alcuni anni in stato di abbandono, il fabbricato viaggiatori è stato restaurato nel 2009. L'esterno è stato tinteggiato con i colori tipici delle stazioni della linea Brescia-Edolo.
Tra la fine di luglio e l'inizio di agosto 2010, a seguito della riapertura al traffico passeggeri della Bornato-Rovato, fu ricostruito il marciapiede secondo le coeve norme di sicurezza. Per tale motivo, a partire dal 9 agosto il servizio viaggiatori venne ripristinato anche presso quest'impianto. Con la riapertura, la sua denominazione è stata adeguata a quella della borgata divenendo "Cazzago San Martino".
Il 9 dicembre 2018 il servizio viaggiatori sulla Bornato-Rovato fu nuovamente soppresso e la fermata chiusa di conseguenza.

## Strutture e impianti
Il fabbricato viaggiatori si presenta nello stile tipico delle fermate della Brescia-Iseo-Edolo, costruite dalla Società Nazionale Ferrovie e Tramvie (SNFT).
L'impianto presenta il solo il binario di corsa, servito da un marciapiede lungo 60 m.

## Movimento
La fermata è chiusa al servizio viaggiatori.